# Grande chanson des pèlerins de Saint-Jacques
La Grande chanson des pèlerins de Saint-Jacques est une chanson de pèlerins de la fin du Moyen Âge parmi les plus célèbres. Elle fut composée par une ou plusieurs confréries (Senlis...) et évolua entre le XIVe et le XVIIe siècle.
Elle était évidemment chantée par les pèlerins de Saint-Jacques-de-Compostelle.

## Version 1
Datée du début XIVe siècle par le duc de La Salle de Rochemaure et R. Lavaud, dans Les Troubadours cantaliens, Paris, 1910, II, 524-533 et par Nelli Trois Poèmes autour d'un pèlerinage, Cahiers de Fanjeaux n°15, p. 79-91.

### Refrain
Nous y priâmes Dame la Vierge

De nous mettre en Paradis,

Et de nous exempter du péage

Pour bien faire le saint voyage

### Couplet 1
Nous sommes des pèlerins de la ville

Qu'on nomme Aurrillac 
près Jordanne.
 
Nous avons laissé nos parents,

Nos épouses et tous nos gens

Pour aller en plus grande troupe

Voir Saint-Jacques de Compostelle.
 
Le Christ qui de droit fait envers
 
(le Christ tout-puissant)
 
veuille enrichir mes vers!

De notre ruelle et maison,

Près du moutier de saint Géraud,

Nous fûmes tous à la paroisse

Afin d'y prendre nos coquilles.